# Piesau
Piesau è una frazione della città tedesca di Neuhaus am Rennweg.

## Storia
Il 1º gennaio 2019 il comune di Piesau venne soppresso e aggregato alla città di Neuhaus am Rennweg.